# Пакстон (Каліфорнія)
Пакстон (англ. Paxton) — переписна місцевість (CDP) в США, в окрузі Плумас штату Каліфорнія. Населення — 0 осіб (2020).

## Географія
Пакстон розташований за координатами 40°2′1″ пн. ш. 121°0′9″ зх. д. / 40.03361° пн. ш. 121.00250° зх. д. (40.033606, -121.002569).  За даними Бюро перепису населення США в 2010 році переписна місцевість мала площу 0,86 км², уся площа — суходіл.

## Демографія
Згідно з переписом 2010 року, у переписній місцевості мешкало 14 осіб у 8 домогосподарствах у складі 2 родин. Густота населення становила 16 осіб/км².  Було 14 помешкання (16/км²).
Расовий склад населення:
| - 100,0 % — білих |

До двох чи більше рас належало 0,0 %. Частка іспаномовних становила 28,6 % від усіх жителів.
За віковим діапазоном населення розподілялося таким чином: 21,4 % — особи молодші 18 років, 71,5 % — особи у віці 18—64 років, 7,1 % — особи у віці 65 років та старші. Медіана віку мешканця становила 44,5 року. На 100 осіб жіночої статі у переписній місцевості припадало 250,0 чоловіків;  на 100 жінок у віці від 18 років та старших — 266,7 чоловіків також старших 18 років.
Цивільне працевлаштоване населення становило 0 осіб. 